# (385363) 2002 PW170
(385363) 2002 PW170 est un objet transneptunien faisant partie des cubewanos. Il a un diamètre d'environ 170 km.